# Próximas elecciones presidenciales de Palestina
Las próximas elecciones presidenciales de Palestina debieron celebrarse el 31 de julio del 2021, según el decreto presidencial de 15 de enero de 2021. Sin embargo, han sido pospuestas indefinidamente.